# Epidiaspis salicicola
Epidiaspis salicicola är en insektsart som beskrevs av Ferris 1938. Epidiaspis salicicola ingår i släktet Epidiaspis och familjen pansarsköldlöss. Inga underarter finns listade i Catalogue of Life.